# Мелиоранский, Борис Михайлович
Борис Михайлович Мелиоранский (1870, Санкт-Петербург —1906, Рига) — русский византинист, историк церкви. Брат П. М. Мелиоранского и В. М. Мелиоранского.

## Биография
Родился в Санкт-Петербурге 19 (31) октября 1870 года в дворянской семье. Отец Михаил Иванович Мелиоранский (17.12.1843—?) — секретарь Совета Санкт-Петербургского университета. Дед по отцу — протоиерей Екатерининской церкви на Васильевском острове Иван Афанасьевич, в то время носивший фамилию Пономарев; дед по линии матери, А. С. Жиряев. 
С 1880 года учился в Реформатском училище, а затем в училище при лютеранской церкви Св. Екатерины, где была отличная постановка преподавания и крайняя малочисленность учеников (3-4 человека в классе). В 1888 году поступил на историко-филологический факультет Санкт-Петербургского университета. Был учеником В. К. Ернштедта, В. Г. Васильевского, А. И. Введенского. Среди его студенческих работ — рефераты «Из истории церковной жизни в области Великого Новгорода и Пскова», «История литературной полемики по поводу монастырского землевладения в 1503-1531 гг.»
В 1892 году окончил университет и был оставлен при кафедре русской истории; избрал своей специальностью историю церкви. Поскольку университет не имел права готовить молодых учёных к этой кафедре, которую всегда занимали богословы, стал посещать занятия в Санкт-Петербургской духовной академии, где его учителями были Н. Н. Глубоковский, В. В. Болотов, А. Л. Катанский И. Е. Троицкий. И хотя был вольнослушателем академии, особым распоряжением Синода получил право на защиту в академии диссертации. В октябре 1895 года за диссертацию «Полемика монаха Ратрампа с патриархом Фотием по вопросу о разностях между церквами» получил степень кандидата богословия.
По предложению академика А. А. Куника занимался изучением источников византийской истории, составил перечень византийских грамот и писем VIII-XIV веков. Первыми плодами этой работы стали статья Мелиоранского «К истории противоцерковных движений в Македонии в XIV веке» (1895) и доклад о рукописях и сборниках писем прп. Феодора Студита (1896, напечатан в 1899).
В 1894 году начал выходить журнал «Византийский временник», и Мелиоранский в течение 10 лет вёл в нём отдел библиографии немецкой литературы по византологии; большое число его статей было опубликовано в журнале. Кроме этого он давал библиографические сведения в немецкий византиноведческий журнал «Byzantinische Zeitschrift».
В 1897 году был командирован в Москву, где в Синодальной библиотеке работал над неизданной греческой рукописью «Наставление старца о св. иконах», которая стала предметом его магистерской диссертации «Георгий Кипрянин и Иоанн Иерусалимлянин, два малоизвестных борца за православие в VIII в.». Диссертацию он защитил только в 1901 году.
Начал читать лекции в Санкт-Петербургском университете в октябре 1897 года; его пробная лекция  — о новооткрытых изречениях Иисуса Христа и отрывок из курса церковной истории — «Вопрос о древности канонических евангелий» были напечатаны в «Журнале Министерства народного просвещения» (1897. — Т. 12. — С. 447—465 и 1898. — Т. 9. — С. 73—136); с 1897 года — приват-доцент, с 1901 года — экстраординарный профессор; в 1901 году; защитил в Санкт-Петербургской духовной академии магистерскую диссертацию «Георгий Кипрянин и Иоанн Иерусалимлянин: Два малоизвестных борца за православие в VIII в.», в рамках которой опубликовал неизданное сочинение «Наставления старца о святых иконах» по рукописи из Синодальной б-ки. Перед защитой диссертации произнёс речь «К истории иконоборчества», которая была опубликована в «Христианском чтении» (1901). В университете читал курсы: «Общий курс истории древней Церкви», «История евреев», «История западноевропейских церквей в Новое время», «История иконоборчества», «Коптские памятники по истории монашества», «История Русской Церкви». Преподавал также историю Церкви в 1902—1905 годах на Петербургских высших женских курсах.
Скончался после операции 1 (14) августа 1906 года в одной из клиник Риги, похоронен на Смоленском кладбище в Петербурге. В том же году, чуть ранее, скончался его старший брат Платон Михайлович Мелиоранский.

## Научное наследие
В центре его интересов были философские проблемы богословия эпохи Вселенских соборов, в частности формулирование триадологического догмата и иконоборческие споры. Полемизируя с представителями протестантских богословских школ (тюбингенская, школа истории религий и др.), он выступал против преувеличения влияния эллинизма на раннее христианство. В частности, видя истоки хилиазма в апокалиптике межзаветного периода, он полагал, что наличие хилиастических учений в первые века истории Церкви доказывает влияние на развитие церковного учения первоначальной иудеохристианской общины. Итогом его исследований стало сочинение «Из лекций по истории и вероучению древней христианской Церкви (I—VIII вв.)» (посм. изд.: вып. 1–3, 1910—1913). 
Кроме диссертации и разных мелких заметок, библиографических обзоров в журнале «Византийский Временник» и некрологов, он является автором статей: «К истории противо-церковных движений в Македонии в XIV в.», «Новооткрытые Λόγια Ἰησοΰ, как исторический источник», «Вопрос о древности канонических евангелий», «Несколько слов о рукописях и изданиях писем преподобного Феодора Студита», «Из семейной истории аморийской династии», «Беседа Григория Нисского на обретение нерукотворенного камулианского образа» и др., а также ряда статей в Энциклопедическом словаре Брокгауза и Евфрона.

### Публикации
- Георгий Кипрянин и Иоанн Иерусалимлянин, два малоизвестных борца за Православие в VIII веке. — СПб., 1901.
- Из лекций по истории древней христианской Церкви // Странник. — 1910. — № 7-8
- Философская сторона иконоборчества (Перепеч. из: Вопросы философии и психологии. 1907. Март-апрель) // Церковь и время. — М., 1991. — № 2. — С. 37—52.
- Секуляризация в России // Христианство. Энциклопедический словарь. Т. 1-3. — М., 1995. — Т. 2. — С. 545
- История и вероучение христианской Церкви. — М.: Издательство М. Б. Смолина (ФИВ), 2016. — 512 с.

Написал ряд статей для «Энциклопедического словаря Брокгауза и Ефрона».